# 三江街道 (崇州市)
三江街道，原为三江镇，是中华人民共和国四川省成都市崇州市下辖的一个乡镇级行政单位。2019年12月，撤镇设街道，三江街道办事处驻桥东路134号。

## 行政区划
三江街道下辖以下地区：
桥东社区、崇新社区、顺金社区、沿河村、永同村、蒙渡村、舒桥村、胜利村、古泉村、牂牁村、三江村、方碾村、富国村、三桥村、宋桥村、崇新村、王桥村、仁和村、皂角村和听江村。